# 卢伊特波尔德海岸
卢伊特波尔德海岸（英語：Luitpold Coast）是南極洲的海岸，位於科茨地，處於龍尼-菲爾希納冰架東側，由德國探險隊長威廉·菲爾希納發現，現時由南極條約體系管理。
77°30′S 32°0′W / 77.500°S 32.000°W